# Smreczany
Smreczany, Góry Fichtel, Smreczane Góry (niem. Fichtelgebirge, czes. Smrčiny, głuż. Šmrěčiny) – zalesione pasmo górskie w Niemczech (północno-wschodnia Bawaria i południowa Saksonia) i w zachodnich Czechach. Rozciąga się między Rudawami, Lasem Frankońskim i Lasem Czeskim.

## Geografia
Smreczany dominują nad nieznacznie falistą powierzchnią przyległych terenów. Od północy sąsiadują z Lasem Frankońskim od którego są oddzielone Płaskowyżem Münchberskim (Münchberger Hochfläche) o wysokościach bezwzględnych około 600 m n.p.m. Na północnym wschodzie graniczy z wyżyną Vogtland. Od zachodu Smreczany sąsiadują ze Wzgórzami Górnomeńskimi, osiągającymi wysokości około 500 m n.p.m. Od Lasu Czeskiego (znanego po bawarskiej stronie jako Las Górnopalatynacki) są oddzielone Bruzdą Naaby-Odravy, która wznosi się również na około 500 m n.p.m. Na wschodzie zaś Smreczany graniczą z Podgórzem Rudawskim na zachód od miast Cheb i Franciszkowe Łaźnie.
Północno-wschodnia granica Smreczan jest najtrudniejsza do określenia, jako że jest inaczej definiowana w geografii niemieckiej niż czeskiej. W ujęciu niemieckim Góry Elsterskie (niem. Elstergebirge, cz. Halštrovské hory) stanowią część Vogtlandu, a czeskim Smreczan. Stąd, wschodnią granicą będzie dla Czechów linia Hazlov-Skalná-Plesná-Luby-Markneukirchen, a od Rudaw oddziela je przełęcz Lubenské sedlo (649 m n.p.m.). Dla Niemców tymczasem wschodnią granicą będzie linia wytworzona przez potoki Slatinný p. i Perlenbach między Hazlovem i Rehau. W tym ujęciu w Czechach częścią Smreczan jest tylko Chebská pahorkatina.
W geografii niemieckiej Smreczany dzieli się na Wysokie Smreczany (niem. Hohes Fichtelgebirge) mające charakterystyczny układ podkowy. Po czeskiej stronie ich kontynuacją jest Chebská pahorkatina (niem. Kohlwald). Wewnątrz tej podkowy znajduje się płaskowyż Selb-Wunsiedler Hochfläche. Elstergebirge nie są wyróżniane w geografii czeskiej i odpowiadają jednostkom Ašská vrchovina i Hazlovská pahorkatina. Ich niemiecka nazwa pochodzi od źródeł Białej Elstery.
Na terenie Wysokich Smreczan wyróżnia się kilka grzbietów górskich. Idąc od północy w kierunku odwrodnym do wskazówek zegara są to grzbiety: Kornbergu (Großer Kornberg, 827 m n.p.m.), Waldsteinu (Großer Waldstein, 877 m n.p.m.), Ochsenkopfu (1024 m n.p.m.), Schneebergu (1051 m n.p.m., najwyższy szczyt Smreczan), Kösseine'u (939 m n.p.m.), Steinwald (Platte, 946 m n.p.m.), Reichsforst (określany też jako Północny Steinwald; Steinberg 705 m n.p.m.) i Kohlwald (Výhledy 656 m n.p.m., po stronie bawarskiej Lindenberg 643 m n.p.m.).
Co więcej, Smreczany (tak jak Vogtland) stanowią w ujęciu niemieckim najwyższą część Średniogórza Turyńsko-Frankońskiego i nie są zaliczane do Masywu Czeskiego. Tymczasem w ujęciu czeskim Smreczany są łączone w jedną podprowincję fizycznogeograficzną razem z Rudawami, a za tym wliczane do Masywu Czeskiego.
Najwyższym szczytem jest Schneeberg (1053 m n.p.m.). Powyżej 1000 m n.p.m. wznosi się też Ochsenkopf (1024 m n.p.m.). Najwyższym szczytem Steinwaldu jest Platte (946 m n.p.m.), a w czechach Háj (758 m n.p.m.) w ujęciu czeskim lub Výhledy (656 m n.p.m.) w ujęciu niemieckim.
Smreczany są zbudowane przede wszystkim z granitów i gnejsów. Są silnie zalesione, głównie borami świerkowymi, skąd ich nazwa (świerk po czesku to smrk a po niemiecku Fichte). W Smreczanach mają swe źródło Biały Men, Soława, Naab i Ohrza.
Politycznie Smreczany przynależą w Czechach do kraju karlowarskiego (cz. karlovarský kraj), powiatu Cheb (okres Cheb). W Niemczech góry znajdują się na terenie krajów związkowych Bawarii i Saksonii (tylko w rozumieniu czeskim). Bawarskie Smreczany wchodzą w skład rejencji Górna Frankonia (niem. Oberfranken, powiaty Wunsiedel im Fichtelgebirge, Hof, Bayreuth) oraz rejencji Górny Palatynat (powiat Tirschenreuth). W Saksonii Góry Elstrowskie znajdują się na południu powiatu Vogtland.

## Demografia
Do II wojny światowej ludność zamieszkująca Smreczany była niemieckojęzyczna. Przez góry przebiega granica lingwistyczna między dialektami języka niemieckiego. Większość masywu, na obszarze Górnego Palatynatu, powiatu Wunsiedel (hist. Sechsämterland) i Gór Elstrowskich w Saksonii (południowy skraj powiatu Vogtland), a historycznie także terytorium czeskie (hist. Ziemia Chebska i Asska), używa dialektów północnobawarskich. Tymczasem reszta historycznego Vogtlandu (powiat Vogtland w Saksonii oprócz południowego skraju i powiat Hof w Bawarii) i Frankonii (powiat Bayreuth) znajduje się na terytorium dialektów wschodniofrankońskich.
Po II wojnie światowej z Czechosłowacji wysiedlono niemal całą ludność autochtoniczną, a na jej miejsce przybyli osadnicy z innych części kraju, w większości posługujący się językiem czeskim. Nie wszystkie miejscowości zasiedlono, częściowo ze względu na strategiczne położenie przy granicy z Niemcami Zachodnimi, stąd zaludnienie czeskich Smreczan jest obecnie mniejsze niż przed wojną.
Smreczany stanowiły historyczne pogranicze między ludnością katolicką zamieszkującą Górny Palatynat i Aš, a luterańską dominującą w Saksonii, Księstwie Bayreuth i na Ziemi Chebskiej.
Największymi miastami znajdującymi się w obrębie Smreczan są: Aš (13 tys. msk.), Marktredwitz (17 tys.), Rehau (9 tys.), Selb (15 tys.), Wunsiedel (9 tys.). Smreczany obejmuje też zachodnia część miasta Cheb (32 tys.).

## Historia
Dzieje Smreczan są złożone, jako że stanowią one pogranicze między różnymi jednostkami historycznymi. Uznaje się, że do XII wieku góry były bardzo słabo zaludnione, wręcz niezamieszkałe i dopiero kolonizacja niemiecka wytworzyła stałą sieć osadniczą.
Północny skraj gór przynależy do historycznego Vogtlandu (którego granice różnią się od jednostki geograficznej). Ten dzieli na część saksońską (północne stoki Gór Elstrowskich) i bawarską (północne stoki Wysokich Smreczan). Nazwa Vogtland oznacza dosłownie „Kraj Wójtów” i odnosi się do tytułu feudalnego jaki nosili władcy tych ziem od XII do XVI wieku. W 1566 roku tereny te przejął należący do Wettynów Elektorat Saksonii. Tymczasem w 1498 roku część Vogtlandu wokół miasta Hof przejęli Hohenzollernowie rządzący Księstwem Kulmbach (przemianowanym w 1604 na Księstwo Bayreuth), których ziemie przejęło w 1810 roku Królestwo Bawarii.
W średniowieczu częścią Vogtlandu był też tzw. Asski cypel (cz. Ašsko lub Ašský výběžek, niem. Ascher Ländchen), który w 1557 roku stał się lennem Królestwa Czech, a następnie w 1774 roku do niego inkorporowany przez Marię Teresę.
Księstwo Bayreuth, będące jednym z głównych terytoriów Frankonii, posiadało też zachodnią i centralną część Smreczan. Tereny wewnątrz charakterystycznej podkowy stanowiły tzw. Sechsämterland, który Hohenzollernowie uzyskali od Ziemi Chebskiej pod koniec XIII wieku. Region ten do dziś wyróżnia się dialektem niemieckim należącym do grupy bawarskiej, a nie frankońskiej.
Ziemia Chebska, obejmująca wschodni skraj Smreczan, dziś znajdująca się w granicach Czech (oprócz miasta Marktredwitz, które było jej eksklawą do początku XIX wieku) początkowo była jednym z okręgów bawarskiej Nordgowii. W 1322 roku została oddana w zastaw królom czeskim. Odtąd była traktowana jako część Królestwa, choć oficjalnej inkorporacji dokonano dopiero w 1806 roku. Była to jedyna część Czech właściwych gdzie Habsburgowie zezwolili na praktykę luteranizmu.
Południowa część Smreczan pozostała przy Nordgowii, przemianowanej później na Górny Palatynat i rządzonej przez dynastię Wittelsbachów.
Miejscowa ludność wyspecjalizowała się w produkcji szkła, porcelany i tekstyliów, co obok rolnictwa i leśnictwa było głównym zajęciem mieszkańców aż do XX wieku.
W czasie wojen napoleońskich kontrolę nad Frankonią przejęła Bawaria i tak ustaliły się współczesne granice, których nie zmieniły zjednoczenie Niemiec (choć granica między Bawarią a Saksonią stała się wewnątrzpaństwową), czy niepodległość Czechosłowacji. W czasach dyktatury narodowosocjalistycznej pograniczne tereny Czechosłowacji zostały przyłączone do Niemiec jako Kraj Sudetów, ale historyczne granice zostały utrzymane. Po II wojnie światowej miejscową ludność niemieckojęzyczną wysiedlono, a w jej miejsce przybyli osadnicy z innych regionów Czechosłowacji.

## Turystyka

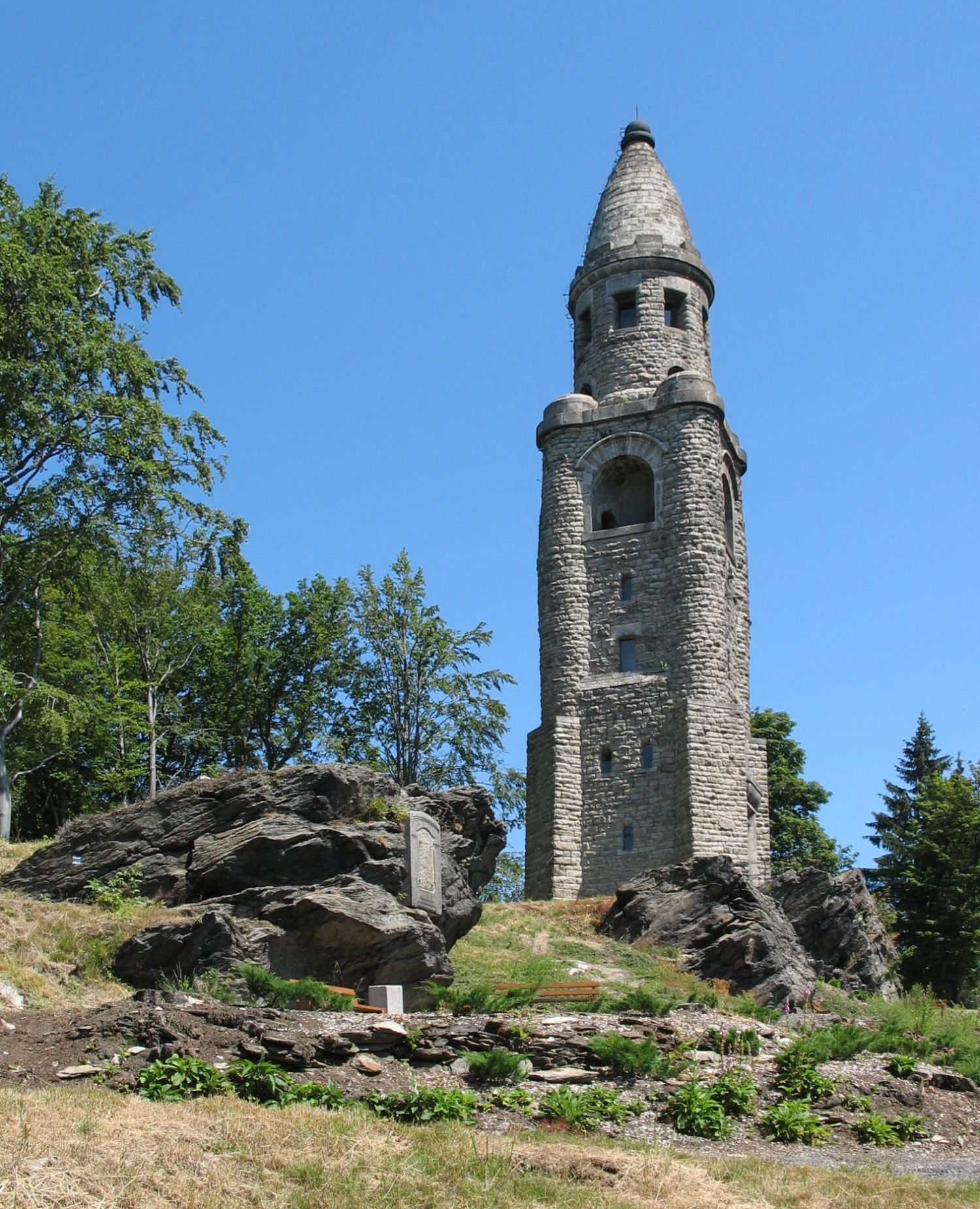
Wieża widokowa na górze Háj

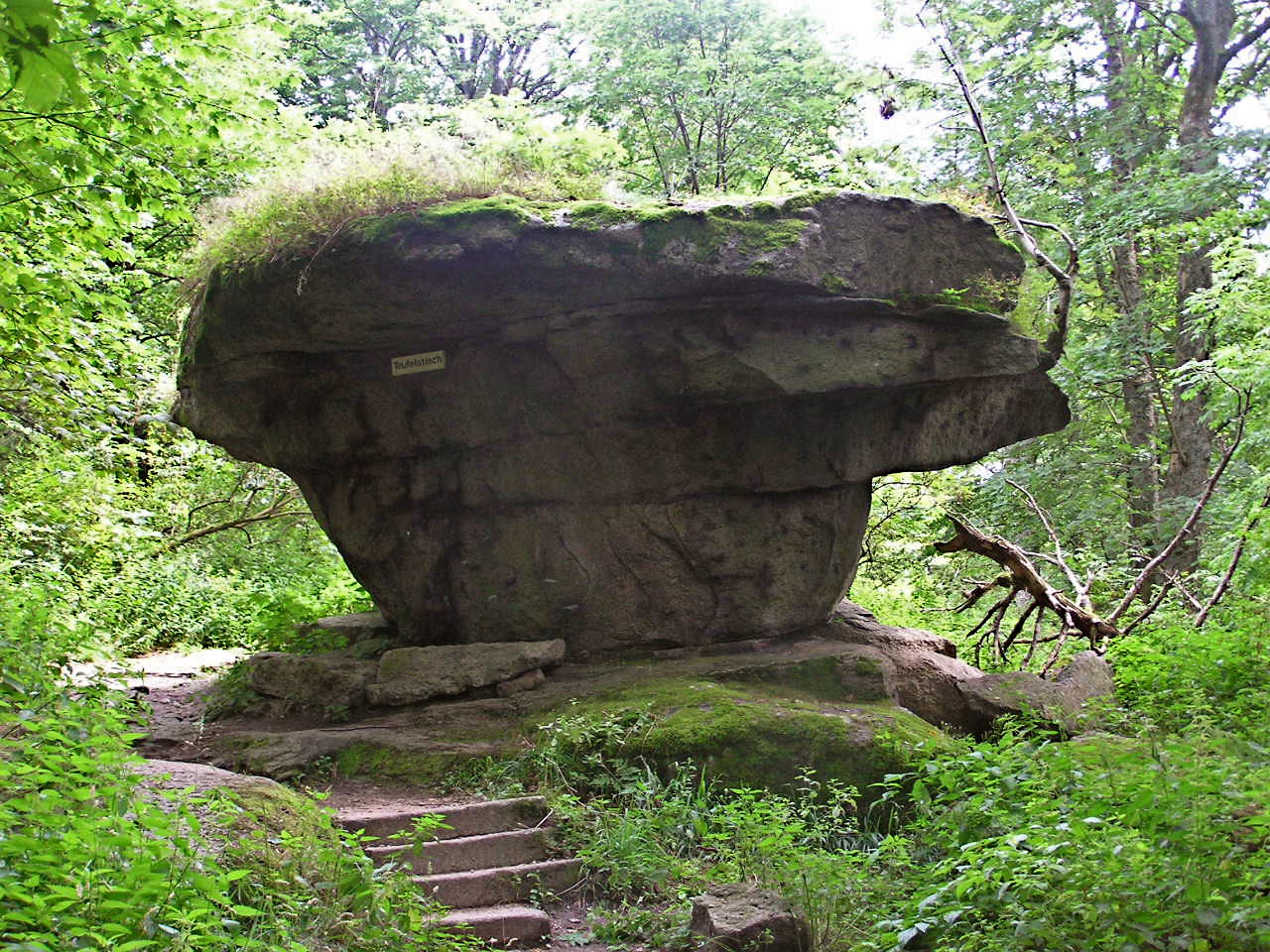
Diabelski Stół

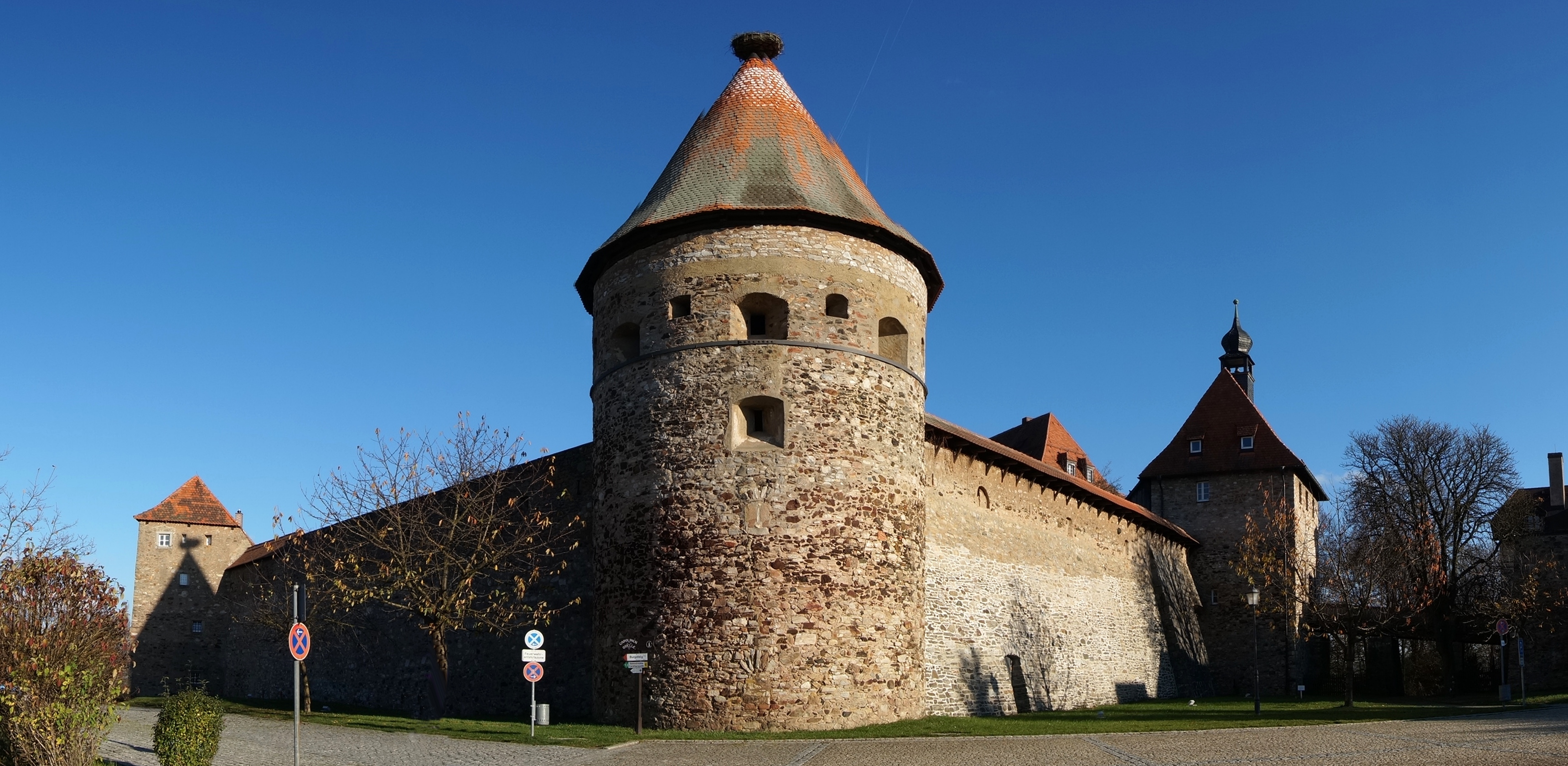
Zamek Hochenburg

Region posiada dobrze rozwiniętą infrastrukturę turystyczną, choć popularnością nieco ustępuje innym regionom Czech, Bawarii, czy Saksonii. Głównymi ośrodkami turystycznymi po stronie bawarskiej są Wunsiedel i Marktredwitz, po stronie czeskiej Aš.
Po Smreczanach wytyczono gęstą sieć szlaków pieszych i rowerowych. Po stronie czeskiej opiekuje się nimi Klub Czeskich Turystów (cz. Klub českých turistů, KČT), zaś po stronie niemieckiej Stowarzyszenie Smreczan (niem. Fichtelgebirgsverein) i Vogtlandzki Związek Stowarzyszeń Górskich i Wędrownych (niem. Verband Vogtländischer Gebirgs- und Wandervereine) w Górach Elstrowskich.
W Bawarii utworzono dwa parki krajobrazowe chroniące tereny gór: Park Krajobrazowy Smreczan (Naturpark Fichtelgebirge, 1011 km²) i Park Krajobrazowy Steinwaldu (Naturpark Steinwald, 246 km²). Tymczasem po stronie czeskiej powołano trzy parki przyrody: Přírodní park Smrčiny (63 km²), Přírodní park Halštrov (43 km²) i Přírodní park Kamenné vrchy (36 km²). Najcenniejsze przyrodniczo obszary chronią rezerwaty przyrody.
Na terenie Smreczan znajdują się liczne muzea, takie jak:
- Muzeum Ašska w Aš m.in. z kolekcją kamiennych krzyży pokutnych
- Muzeum Łaźni w Bad Elster
- Niemieckie muzeum pojazdów w Fichtelbergu
- Muzeum Entomologiczne w Marktleuthen
- Muzeum Ziemi Chebskiej w Marktredwitz
- Narodowe Muzeum Porcelany w Selb-Plößberg
- Hasičské muzeum na zamku Vildštejn we wsi Skalná
- Muzeum Szkła w Warmensteinach
- Muzeum Smreczan w Wunsiedel

Do innych atrakcji należą:
- Dawny pałac w Aš
- Wieża widokowa na górze Háj nad miasteczkiem Aš
- Zamek Hohenberg
- Wieża widokowa na Kapellenbergu
- Najbardziej na zachód wysunięty skraj Czech na zachód od wsi Krásná[6]
- Ruiny zamku w opuszczonej wsi Pomezná
- Zamek Vildštejn we wsi Skalná
- Zamek Waldershof
- Bazylika Waldsassen
- Diabelski stół i ruiny zamku na szczycie Großer Waldstein na północ od Weißenstadt
- Stare miasto Wunsiedel
- Kamienny labirynt Luisenburg k. Wunsiedel